# PBSUCCESS
Опера́ція PBSUCCESS — організоване ЦРУ військове вторгнення в Гватемалу в 1954 році з метою повалення лівого президента Хакобо Арбенса. В ході вторгнення літаки найманців ЦРУ завдали авіаударів містам Гватемали. 27 червня 1954 року президент Арбенса був змушений піти у відставку, його замінив правий проамериканський полковник Кастільйо Армас, який почав проводити репресивну політику.

## Передумови
Після перемоги Гватемальської революції 1944 року уряд Гватемали прагнув проводити незалежну від США політику, здійснивши ряд соціально-економічних реформ і перетворень. У рамках цього курсу уряд Гватемали:
- 1947 року прийняв Трудовий кодекс, а в 1948 році — закон про соціальне страхування;[9]
- прийняв закон про захист національних ресурсів (нафти і вугілля);[10]
- відмовився посилати гватемальських військовослужбовців для участі в корейській війні;
- дозволив створення і діяльність масових громадських організацій:

- Загально конфедерації праці (національної профспілки, що поєднував 100 тис. промислових і сільськогосподарських робітників);[неавторитетне джерело]
- Національної конфедерації селян (об'єднувала 200 тис. селян);

- дозволив діяльність Гватемальської партії праці[10];
- розпочав будівництво шосе Гватемала — порт Санто-Томас як залізниці, що належала компанії «Юнайтед фрут» (що було прямою загрозою для корпорації, яка використала монополію на перевезення вантажів для встановлення високих транспортних тарифів і отримання надприбутків)[11].

Правління США було стурбоване політикою уряду Гватемали, розглядаючи її як прояв комуністичного впливу в Латинській Америці. У 1951 році президентом Гватемали був обраний Хакобо Арбенса. У США вважали, що Арбенса налаштований прорадянськи.
17 червня 1952 року уряд Х. Арбенса прийняв декрет № 900 про проведення аграрної реформи, відповідно до якого передбачалася можливість націоналізації земель сільськогосподарського призначення. У цей час найбільшим власником земель сільськогосподарського призначення в країні була американська компанія «United Fruit Company» (400 тис. акрів, в тому числі 175 тис. акрів необроблюваних земель).
У березні 1953 року уряд Гватемали націоналізував 219 159 акрів необроблюваних земель «United Fruit», виплативши компанії компенсацію в розмірі 627 572 кетсалів, а в лютому 1954 року — ще 173 190 акрів земель, виплативши компанії компенсацію в розмірі 557 542 кетсалів. Таким чином, уряд здійснив викуп земель компанії за ціною 2,86 долара США за акр, в той час як відповідно до інвентарних книг компанії «Юнайтед Фрут» їх вартість становила лише 1,48 долара за акр. Низька вартість пояснювалася тим, що згідно з договором 1901 року землі були передані в оренду на 99 років на пільгових умовах і звільнялися майже від усіх податків.
Представники «Юнайтед Фрут» протестували. Попри те, що реформа не зачіпала інтереси приватної власності, а націоналізація землі здійснювалася за викуп, керівництво компанії й уряд США негативно відреагували на сам факт націоналізації американської власності. 20 квітня 1954 року держдепартамент США офіційно зажадав від Гватемали компенсації для «Юнайтед Фрут» в розмірі 15,855 млн доларів «У зв'язку з експропріацією землі компанії» (замість запропонованих 594 тисяч дол.). 24 травня 1954 року уряд Гватемали відхилив ці вимоги.

## Спроба збройного перевороту в березні 1953 року
Наприкінці березня 1953 року отримавши підтримку від компанії «Юнайтед Фрут», посольства США у Гватемалі й посольства Нікарагуа у Гватемалі, полковник К. Армас з групою найманців спробував вчинити переворот, але збройний виступ було придушено, а сам К. Армас 28 березня 1953 року втік у Гондурас.

## Дипломатичний тиск
США організували масштабну «інформаційну війну» і вжили вагомих заходів для міжнародної ізоляції уряду Гватемали.
14 жовтня 1953 року держдепартамент США офіційно засудив діяльність уряду Гватемали
Також, уряд США ввів економічні санкції відносно Гватемали.
У 1954 році держдепартамент США опублікував т. зв. «Білу книгу» з метою дискредитувати уряд Гватемали та позбавити його міжнародної підтримки, а також дати теоретичне обґрунтування вторгненню.
У підготовці «Білої книги» брав участь співробітник компанії «Юнайтед фрут», фахівець в області реклами й пропаганди Едвард Л. Бернейз. При підготовці «Білої книги» були використані матеріали «доповіді про становище у Гватемалі» компанії «Юнайтед Фрут».
Американський посол в Аргентині С. Бред виступив із заявою, що правління Гватемали нібито надало секретні бази для радянських підводних човнів.
14 березня 1954 року на X Міжнародній конференції американських держав була прийнята «резолюція № 93» («Декларація солідарності про збереження політичної цілісності американських держав в умовах втручання міжнародного комунізму»), спрямована проти уряду Гватемали. Представник Гватемали проголосував проти запропонованого США проєкту резолюції, представники Мексики та Аргентини при голосуванні утрималися. Резолюція № 93 була прийнята під сильним тиском з боку США, не дивлячись на небажання більшості латиноамериканських урядів, представники кількох держав Латинської Америки в ході обговорення внесеного урядом США проєкту «резолюції № 93» демонстрували відкриту опозицію. В ході обговорення «резолюції № 93», проти внесеного США проєкту резолюції виступали представники Гватемали, Болівії, Бразилії й Мексики.
14 травня 1954 року Аллен Даллес заявив, що Гватемала «знаходиться на порозі розв'язання агресивної війни».
15 травня 1954 року на пресконференції за участю іноземних журналістів представник держдепартаменту США звинуватив уряд Гватемали в таємному постачанні зброї в сусідні країни.
Після початку агресії 20 червня 1954 року уряд Гватемали звернувся до Ради Безпеки ООН з проханням «втрутитися, щоб зупинити агресію, вчинену урядами Гондурасу і Нікарагуа за підбурювання певних іноземних компаній». Представник Франції запропонував проєкт резолюції, в якій містилася вимога «негайно припинити всі дії, які можуть привести до кровопролиття».
Надалі, представник США в ООН Генрі Кебот Лодж зробив значні зусилля, щоб під різними приводами затягнути винесення на розгляд РБ ООН звернення уряду Гватемали. 25 червня 1954 року на засіданні Ради Безпеки ООН щодо становища у Гватемалі Лодж наполіг на тому, щоб розгляд цього питання проходив без присутності представника Гватемали, а також зажадав передати розгляд даного питання Організації американських держав. За розгляд звернення уряду Гватемали голосували представники СРСР, Лівану, Данії та Новій Зеландії; проти — США, Бразилія, Колумбія, Туреччина і Тайвань; утрималися Англія і Франція. У підсумку з перевагою в один голос резолюція не була прийнята.

## Підготовка до операції
Підготовка до військової операції розпочалася в червні 1951 року. У Маямі (штат Флорида, США) був створений оперативний штаб «Лінкольн», який очолив кадровий співробітник ЦРУ, полковник Альберт Ханей.
9 вересня 1952 року ЦРУ США затвердило перший варіант плану військового перевороту (Operation PBFORTUNE).
У 1975 році після того, як з документів був знятий гриф секретності, стало відомо, що відповідальним за розробку плану операції був Френк Гарднер Візнер — заступник директора ЦРУ з планування. А восени 1953 року в Вашингтоні була створена додаткова група фахівців, відповідальна за координацію дій урядових органів і спецслужб США проти Гватемали, керівником якої був призначений кадровий співробітник ЦРУ Трейсі Барнс, а відповідальним за політичні акції — Говард Хант.
На території Гондурасу сформували «Антикомуністична урядова хунта», до складу якої увійшли Кастільйо Армас, Карлос Салазар, Домінгос Гойсолеа, Луїс Баладерам і Луїс Коронадо Лір.
Полковник ВПС Гватемали Кастільйо Армас (пройшов в минулому дворічне навчання в командно-штабному коледжі армії США в Форт-Лівенуерті, штат Канзас) приступив до створення найманої армії на території Гондурасу.
У вишколі найманої армії Армаса брали безпосередню участь полковник армії США Карл Страдер і кадровий співробітник ЦРУ США, полковник Розерфорд. Крім того, після початку бойових дій в червні 1954 року кореспондент видання «The New York Times» зафіксував присутність «в рядах повстанських військ» ще одного громадянина США, на ім'я Джозеф Рендон, який раніше, в роки Другої Світової війни був агентом американського бюро стратегічної інформації у Гватемалі.
На вербування і навчання особового складу Армас отримував з США близько 150 тис. доларів в місяць. З США надходило озброєння, техніка та інше військове спорядження (кілька бойових літаків P-47 і транспортних літаків C-47; авіабомби; вантажівки; стрілецька зброя і боєприпаси; вибухівка; радіоапаратура; намети й уніформа). Тільки перша партія стрілецької зброї (гвинтівки, пістолети, кулемети) і боєприпасів для армії Армаса, поставлена з США, становила 50 тонн.
Солдати сформованої «Армії Визволення» («El Ejército de Liberación») були умундировані в американську військову форму, озброєні американською зброєю й отримували оплату в розмірі 10 доларів в день. Крім того, в кінці 1953 року в склад армії Армаса були прийняті американські громадяни (десять пілотів і десять бортмеханіків), які отримували оплату в розмірі 500 доларів на місяць.
Підготовка вторгнення не залишилася непоміченою: 20 січня 1954 року уряд Гватемали виступив з офіційною заявою про підготовку інтервенції у Гватемалу. На пресконференції за участю іноземних журналістів були пред'явлені 200 фотографій (на декількох був зафіксований процес навантаження зброї у вантажівки людьми К. Армаса біля будівлі посольства США в Тегусігальпі); речові докази (в тому числі зразок листівки й плакат, які закликали «добровольців» вступати в армію Армаса) і документи (в тому числі перехоплений лист Армаса до армії Нікарагуа диктатору Анастасіо Сомоси від 20 вересня 1953, в тексті якого було згадка про допомогу, отриманої від «північного уряду»).
Для ведення радіопропаганди на території Гватемали, в місті Копан ЦРУ США створило «неофіційну» радіостанцію «Голос Визволення» («Voz de la liberación») на території Гондурасу. Роботу радіостанції забезпечували три кадрових співробітники ЦРУ США (Девід Філліпс, «Бред» і «Петер»), а також троє громадян Гватемали. 1 травня 1954 року радіостанція вперше вийшла в ефір. Крім того, було організовано видання антиурядової газети «El combate».
У квітні 1954 року працівниками ЦРУ США була завершена операція «Broadfrost», метою якої було формування військово-повітряних сил К. Армаса — в цілому, з США надійшло три «стерильних» транспортні літаки C-47, один літак Cessna-140, один літак Cessna-180, один нічний винищувач P-38M «Night Lightning» і одна PBY «Каталіна».
На початку травня 1954 року було закрито три консульства Гватемали в Гондурасі, розташовані в населених пунктах Копан, Пуерто-Кортес і Сан-Педро-Сула. Згодом, ці поселення стали центрами зосередження сил найманців Армаса: в місті Копан був розміщений штаб сил вторгнення, порт Пуерто-Кортес став місцем підготовки морського десанту, в Сан-Педро-Сула була розгорнута тилова база постачання.

## Військове вторгнення
29 січня 1954 року влада Гватемали зробила офіційну заяву про підготовку проти країни збройної агресії. Після переговорів з представниками кількох західних країн, які відмовили в постачанні зброї, уряд Гватемали уклав угоду з урядом Чехословаччини про придбання партії трофейної німецької зброї часів Другої світової війни, яка була відвантажена на судно «Альфхем» («Alfhem»).
20 травня 1954 року диверсанти зробили спробу підірвати поїзд, який прямував від порту Пуерто-Барріос до столиці, проте заряд динаміту спрацював не повністю і поїзд зазнав незначних ушкоджень. У перестрілці загинув 1 і були поранені 3 солдати гватемальської армії, ними був застрелений 1 диверсант. 21 травня на цій же залізничній лінії запобігли ще одній диверсії.
21 травня 1954 року літак C-47, яким керували громадяни США Джеррі Деларм і Карлос Чізмен, з'явився над столицею і скинув понад 100 тис. листівок антиурядового змісту.
24 травня 1954 року бойові кораблі ВМФ США встановили блокаду узбережжя Гватемали «з метою перешкодити постачанню озброєння в країну» (Operation HARDROCK BAKER).
26 травня і 7 червня 1954 року літаки без розпізнавальних знаків скинули листівки із закликом до повалення уряду Х. Арбенса;
4 червня 1954 командувач військово-повітряними силами країни, полковник Рудольфо Мендоса Асурдіо на приватному літаку перелетів до Армасу. Він повідомив відомості про стан і дислокації національних ВПС, передав Армасові план розгортання ВПС Гватемали й інші секретні документи. Ця обставина істотно ускладнила протидію авіаудару. Разом з ним в цьому ж літаку до Армасу прибув громадянин США, майор Ferdinand Schupp — шеф військово-повітряної місії США у Гватемалі.
13 червня 1954 року літак P-38M скинув листівки, в цей же день з Маямі прибули три «стерильних» винищувача F-47N.
14 червня 1954 року літак без розпізнавальних знаків порушив повітряний простір Гватемали та скинув зброю і боєприпаси для місцевих прихильників К. Армаса.
17 червня 1954 року Рада національної безпеки США ухвалила рішення про початок військової операції. В цей же день на території Сальвадору, в околицях міста Санта-Ана місцеві поліціянти роззброїли один із загонів К. Армаса, який повинен був перейти кордон з Гватемалою та атакувати місто Хутьяпа. Сальвадорські поліціянти помістили затриманих під варту (на наступний день після втручання ЦРУ вони були випущені), а також конфіскували вантажівку і вся зброя бойовиків (21 автомат, гвинтівки, гранати і боєприпаси), яке не було повернуто, внаслідок чого загін не взяв участь в наступі, що почався на наступний день, і не зумів виконати місію.
Вранці 18 червня 1954 року п'ять загонів найманців перейшли гватемальський кордон: перша колона атакувала селища Бананера і Моралес, друга просувалася Ескіпулас, ще одне угрупування захопило прикордонний пост Ель-Флоридо, в якому були розстріляні керівники селянських спілок і члени комітету з проведення аграрної реформи (підрозділи урядових військ Гватемали в цей час були відведені від лінії кордону вглиб країни, щоб не дати приводу для провокації). Одночасно з наступом наземних сил, винищувач F-47N атакував президентський палац, форт Матаморос і залізничний вокзал. Вилетів на перехоплення штурмовик AT-6 урядових ВПС, який пілотував лейтенант Хуан Карлос Кастільйо Радо, розбився в результаті технічної несправності.
Радіостанція ЦРУ з Гондурасу заглушила урядове радіо Гватемали і почала кампанію дезінформації про перевагу сил наступу. Представник Гватемали в ООН звинуватив американських льотчиків в бомбардуванні, США заперечували ці звинувачення.
Вранці 19 червня 1954 року літак Cessna-180, яким керували громадяни США Деларм і Чізмен, зробив розвідувальний виліт над містом Пуерто-Барріос, під час якого місто бомбили ручними гранатами. В цей же день здійснив виліт літак C-47, який був пошкоджений вогнем з землі, проте екіпаж зумів здійснити вимушену посадку в Манагуа. В цей же день ввечері літак F-47N, яким керував Деларм скинув бомби на залізничний міст в Гуалапе й обстріляв аеродром Ла Аурора (в результаті авіаудару на землі був спалений транспортний літак AT-11B урядових ВПС).
20 червня 1954 року бомбардуванню з повітря був підданий головний порт країни — Сан-Хосе, а основні сили армії Армаса захопили Ескіпулас. В цей же день ще один загін заколотників атакував селище Гуала, яке обороняли лейтенант і 30 солдатів гватемальської армії, бій за це селище тривав 36 годин, але в результаті нападники були розгромлені й відступили.
21 червня 1954 року в районі Сан-Хосе і Пуерто-Барріос були зроблені спроби висадити морські десанти (20 чол.), а в районі Часперіно був скинутий авіадесант з 10 осіб. Одночасно, загін найманців зі 150 чол. почав наступ на Пуерто-Барріос зі сходу. В результаті, атака на Пуерто-Барріос була відбита урядовими силами, захисники міста захопили зброю, 20 полонених (з них, 11 були громадянами Гондурасу й 1 — громадянином Сальвадора) і корабель найманців «Сієста-де-Трухільо» («Siesta-de-Trujillo») під прапором Гондурасу з вантажем озброєння і боєприпасів. В цей же день літак F-47N обстріляв залізничну станцію і залізничний міст в районі Сакапа, але був підбитий вогнем з землі, здійснив вимушену посадку на території Гондурасу і надалі був списаним.
22 червня 1954 року винищувач F-47 заколотників помилково скинув дві бомби на місто Сан-Педро-де-Копан (на території Гондурасу, у 8 милях від кордону з Гватемалою).
В урядових і військових колах більшість схилялася до капітуляції, у зв'язку з чим армія найманців спочатку практично не зустрічала опору.
Після боїв при Гуалане і при Моралесі, де агресори зазнавали великих втрат та вже більше не намагалися наступати й відійшли до вихідних позицій, а в разі переслідування переходили кордон і переховувалися на території Гондурасу. Також, Армас не зміг перенести свою штаб-квартиру на гватемальську територію, і його штаб продовжував залишатися в Копані. Там же знаходилася радіостанція, яка підтримувала постійний зв'язок з посольством США у Гватемалі.
Єдиним ефективним засобом, що залишився в розпорядженні Армаса була авіація, яка тепер розглядалася як головна військова сила: літаки американського виробництва, керовані льотчиками США, не зустрічаючи опору, з польоту бомбили та обстрілювали столицю країни й інші міста Гватемали. При цьому, найманці так і не зуміли створити бази для літаків на території Гватемали, всі авіаудари проводилися з Нікарагуа і Гондурасу. Дії авіації завдавали шкоди, викликали панічні настрої серед населення, але без просування наземних військ забезпечити успіх військової операції було неможливо.
22 червня 1954 року в Білому Домі відбулася нарада. Аллен Даллес повідомив президенту США Дуайту Ейзенхауеру про прохання від К. Армаса надати йому додаткові літаки (винищувачі P-51 і три бомбардувальники B-26). Даллес повідомив, що шанси Армаса без використання авіації «приблизно дорівнюють нулю». 24 червня 1954 роки два додаткових літаків P-47 були направлені для Армаса з військової бази Ньюарк (штат Нью-Джерсі).
23 червня Армас розмістив штаб своєї армії в прикордонному місті Ескіпулас, на відстані шести миль від кордону з Гондурасом.
24 червня 1954 року в селищі Бананера найманці розстріляли 12 працівників профспілки робітників «Юнайтед фрут». В цей же день було опубліковано офіційне комюніке командування гватемальської армії, в якому повідомлялося про результати боїв в районі Пуерто-Барріос і Чикімула: урядові сили захопили полонених, стрілецька зброя (автомати й кулемети), кілька вантажівок, засоби зв'язку та інше військове спорядження, а загони інтервентів зазнали втрат убитими та пораненими.
25 червня почалися бомбардування столиці. В цей же день вогнем із землі був підбитий F-47N, який зумів здійснити аварійну посадку в Лас-Мерседес.
26 червня 1954 року урядові сили відбили спробу одного з загонів К. Армаса наступу на містечко Іпала. В цей же день літак заколотників скинув дві 100-фунтові авіабомби на центр столиці (в результаті бомбардування було зруйновано будівлю церкви) і обстріляв з кулемета поїзд в районі Ельхікаро (в результаті обстрілу було вбито сім чоловік).
27 червня 1954 року бунтівниками був здійснений авіаналіт на місто Сакапа — два літаки скинули на місто тридцять 100-фунтових авіабомб, що спричинило численні жертви серед мирного населення. В цей же день ще один літак скинув бомби на столицю, в результаті загинули дві жінки. Проте, як повідомило командування гватемальської армії, до вечора 27 червня 1954 року загони К. Армаса були відкинуті за лінію кордону, і за винятком району Чикімула (де тривала перестрілка), бойові дії припинилися. В кінцевому підсумку, в районі міста Чикімула найманці зуміли перемогти сили оборони (загін з кількох дюжин селян, озброєних мисливськими рушницями) і розстріляли захоплених в полон (пізніше, тіла розстріляних там селян пред'явили як жертв комуністичного режиму).
27 червня 1954 року в порту Сан-Хосе літак заколотників атакував і потопив британське торгове судно з вантажем бавовни й кави.
27 червня Арбенс подав у відставку, підкорившись ультиматуму вищих офіцерів, які заздалегідь узгодили свої дії з представниками американських спецслужб. Президент передав свої повноваження командувачеві збройними силами країни, полковнику Карлосу Енріке Діас. Він був вимушений поступитися, проте висунув дві вимоги: перша — будуть поважатися життя і свобода всіх громадян; друге — армія не складе зброї й продовжить боротьбу до повного вигнання загарбників. На засіданні, де в повному складі був присутній кабінет міністрів, офіцери, які стали зрадниками, дали присягу виконати обидві вимоги. Був підписаний акт, в якому зафіксували це зобов'язання. Діас заявив, що буде продовжувати боротьбу проти найманців.

## Завершення перевороту
28 червня 1954 року посол США у Гватемалі в ультимативній формі зажадав відставки президента Арбенса і його заміни на К. Армаса. Водночас підрозділ морської піхоти США було перекинуто з Пуерто-Рико в район Ямайки й отримав наказ підготуватися до висадки у гватемальському порту Пуерто-Барріос в разі, якщо спроба силового зсуву Х. Арбенса Гватемальськими військовими колами виявиться неуспішною.
Діас відкинув вимогу американського посла Періфуа розстріляти о 24 годині «всі прокомуністичні елементи». Крім того, всупереч очікуванням американського посла він зробив заяву по радіо, в якому закликав народ «сприяти виконанню патріотичних завдань, що стоять перед Гватемалою, щоб зберегти її демократичні й соціальні завоювання». Бомбардування столиці поновилися з новою силою. Одним з головних об'єктів став форт Матаморос — пункт розташування військ Діаса. Торкаючись підготовленого Періфуа падіння Діаса, американський журнал «Time» 12 липня 1955 року писав: «Кастільо Армас був переконаний в тому, що за Діасом насправді стоїть Арбенс, і тому вирішив продовжувати бойові дії, піддавши бомбардуванню форт Матаморос у Гватемалі-Ситі. Періфуа гаряче схвалив цей крок».
29 червня Діаса відсторонили від справ група проамериканські налаштованих офіцерів. Ось подробиці цього акту: Періфуа з кольтом 38-го калібру в кобурі на поясі приходить до генерального штабу, де зустрічається з Діасом. Поки той сперечався з якимись військовими, Періфуа, поправляючи свою зброю, неспокійно чекав доти, поки розмова досягла гостроти. У цей момент через парадні двері в приміщення генерального штабу увійшов полковник Е. Монсон разом з двома офіцерами. Чи не промовляючи ні слова, вони попрямували до кабінету, де Діас запекло вів суперечку, і виразно оголили свою зброю. Без зайвих церемоній Діаса в супроводі одного солдата вивели в найближчі двері. Незабаром Монсон знову з'явився. «Мій колега вирішив піти у відставку, — пояснив він, — і тепер я займаю його місце».
29 червня 1954 року Монсон оголосив амністію «всім антикомуністам, заарештованим режимом Арбенса». В цей же день він підписав наказ про заборону діяльності Гватемальської партії праці.
Водночас Монсон вступив в конфлікт з Армасом, оскільки був упевнений, що допомога, надана їм американцям не буде забута і він зможе зайняти провідне місце в хунті. Однак Армас не збирався поступатися владою. Поведінка Армаса було такою разючою, що Монсон перервав переговори й вирішив повернутися в столицю. Дізнавшись про провал переговорів, на які він покладав великі надії, Періфуа 1 липня 1954 року вилетів в Сан-Сальвадор, де велися переговори, там він продиктував Монсонові і Армасові умови, на яких вони повинні були укласти угоду. В результаті була створена військова хунта з 5 осіб на чолі з Монсоном, до якої перейшла вся повнота влади. У національну армію були включені найманці.
3 липня 1954 року Армас з групою прихильників на літаку, наданому США прибув на столичний аеродром і урочисто ступив у столицю. Через деякий час він став головою хунти, а потім, усунувши своїх суперників (Монсона, підполковника Х. Л. Круса, М. Дюбуа і майора Є. Оліво), проголосив себе президентом країни.
4 листопада 1954 року Армас став «конституційним» президентом (за відсутності чинної конституції). Першими, хто визнав новий уряд Гватемали, були США.

## Репресії
30 червня 1954 року Монсон підписав наказ про арешт всіх членів Гватемальської партії праці, будівлю Центрального комітету партії зайняли солдати. У цей же день оголосили про розпуск Загальної конфедерації праці.
Армас розгорнув в країні масові репресії, був оголошений арешт чотирьох тисяч осіб, які підозрювалися в «комуністичній діяльності». Під цим приводом почалися вбивства активістів профспілкового руху та інших громадських організацій.
- 17 липня 1954 року Всесвітня федерація профспілок заявила протест у зв'язку з розстрілом 45 профспілкових керівників (серед яких були всі організатори страйку на бананових плантаціях компанії «Юнайтед фрут»). Федерація жінок Бразилії заявила протест генеральному секретарю ООН після того, як була вбита секретар союзу жінок Гватемали Аїда Годой Деверас[53].

19 липня 1954 року в країні був створений «Національний комітет захисту від комунізму» («Comite de Defensa Nacional contra el Comunismo»), наділений широкими правами, а 24 серпня 1954 року — прийнято закон про боротьбу з комунізмом (Ley Preventiva Penal Contra el Comunismo).
Комітет проводив засідання за закритими дверима і мав право оголосити будь-якого громадянина комуністом без права оскарження. Люди, взяті комітетом на облік, могли довільно піддаватися арештам на строк до шести місяців, їм заборонялося мати радіоприймачі й працювати в державних, муніципальних і громадських установах. У наступні чотири місяці влада зареєструвала 72 тисячі осіб, які були оголошені комуністами або симпатизували їм. Чиновник комітету заявив про намір зареєструвати близько 200 тис. чоловік.
В результаті, вже до 19 липня 1954 року понад 900 прихильників Арбенса (в тому числі й члени уряду) були змушені переховуватися на території дев'яти посольств і дипломатичних представництв, розміщених в столиці Гватемали. Надалі, протягом перших трьох місяців правління Армаса, дипломатичні представництва «були немов переповнена божевільня», вони були заповнені охочими виїхати з країни й отримати політичний притулок. Еміграція не припинялася і в подальшому, крім того, багато прихильників Арбенса покидали країну, перетинаючи кордони з сусідніми державами.
Прихильники Х. Арбенса в уряді, військовослужбовці й поліціянти, які брали участь в бойових діях проти армії Армаса, були звільнені зі служби, багатьох репресували. 9 жовтня 1954 року уряд Армаса зажадав від п'яти латиноамериканських держав видати в порядку екстрадиції Х. Арбенса і 15 членів його уряду; в червні 1955 року по рішенню суду були розстріляні два поліціянтів.

## Наслідки перевороту
Президент Армас практично повністю ліквідував соціально-економічні перетворення, здійснені в період 1944—1954 років:
- було скасовано Конституцію 1945 року[60][61] (замість неї був введений т. зв. «Політичний статут»[62][8]);
- був переглянутий Трудовий кодекс 1947 року, права робітників і профспілок були істотно скорочені[7];
- була ліквідована аграрна реформа:

- був скасований закон про проведення аграрної реформи;
- компанії «Юнайтед фрут» були повернуті націоналізовані землі, відновлені колишні контракти й надані додаткові концесії;
- був скасований закон про захист прав орендарів.

- були відновлені чинні до 1944 року привілеї для американських компаній[63];
- був прийнятий закон про нафту, що передавав виняткові права на розробку нафтових родовищ американським нафтовим компаніям[61].

Нова влада усунула неписьменних від участі у виборах: близько 70 % населення країни, майже всі індіанці були позбавлені виборчих прав.
Посольство США передало Армасу списки на 62 тис. «неблагонадійних» жителів Гватемали, а також зажадало вилучити з бібліотек країни «марксистську літературу».
Довгостроковим результатом цих дій стала громадянська війна у Гватемалі, яка тривала 36 років, забрала 200 000 життів мирного населення і поширилася на сусідні країни.

## Пропагандистська кампанія в США
Після перевороту в американських засобах масової інформації була розгорнута інформаційно-пропагандистська кампанія, спрямована на обґрунтування і виправдання подій, що відбулися:
- у випуску «Нью-Йорк Таймс» від 11 липня 1954 року відомості про отримання К. Армасом допомоги зі США оголошувалися «бездоказовими твердженнями», а «події у Гватемалі» пропонували вважати наслідком «внутрішніх проблем комунізму»[66] ;
- «Ньюсуїк» писав про те, що США діяли «відповідно до букви закону» і уряд Арбенса «скинули гватемальці»[67] .

У міру розсекречення архівів ЦРУ стало зрозуміло, що твердження США про вплив СРСР на Арбенса не мали під собою ніяких підстав, кампанія не мала великого успіху і в 1960-х роках: думка про відсутність у Гватемалі «руки Москви» була дуже поширена у світі до і після перевороту, не дивлячись на зусилля США «Операція PBHISTORY».
ЦРУ настільки прагнуло показати, що події у Гватемалі керувалися з Москви, що після перевороту організувало спеціальну операцію під кодовою назвою «Операція PBHISTORY» зі збору у Гватемалі документів, які повинні були довести світові, що соціальні перетворення у Гватемалі були інспіровані СРСР, і продемонструвати зв'язок гватемальських комуністів з Москвою. Результати були вкрай невтішними: після перегляду 500 000 документів і відбору 150 000 не тільки не вдалося набрати матеріалу для запланованого до видання тому, але й опублікована брошура не зацікавила пресу через відсутність сенсацій. Група, яка відповідала за операцію, запропонувала для залучення уваги до публікації інсценувати напад «комуністів» на штаб-квартиру PBHISTORY у Гватемалі; інсценування було скасовано, оскільки було визнано, що неминуче залучення до неї великого числа гватемальців було занадто ризикованим.

## Контакти та зв'язку «Юнайтед фрут» і уряду США
Річард Біссел, колишній спеціальний помічник директора Центрального розвідувального управління, заявив, що немає жодних підстав вважати, що бажання допомогти «Юнайтед фрут» відігравало якусь істотну роль в ухваленні рішення. Водночас один з керівників операції, агент ЦРУ Говард Хант, вважав, що лобіювання інтересів «Юнайтед фрут» було одним з ключових факторів поряд з міркуваннями безпеки.
- держсекретар США Джон Фостер Даллес був одним з компаньйонів нью-йоркської юридичної контори «Саллівен і Кромвелл», яка тривалий час вела справи компанії «Юнайтед фрут»; при цьому, в 1930-і роки Дж. Ф. Даллес був автором кількох проєктів нерівноправних угод з урядом Гватемали для компанії «Юнайтед фрут»; • помічник держсекретаря США Джон М. Кебот, один з послідовних прихильників проведення операції, був представником сім'ї великих акціонерів компанії «Юнайтед фрут»; • представник США в ООН, Генрі Кебот Лодж, один з послідовних прихильників проведення операції, був представником сім'ї великих акціонерів компанії «Юнайтед фрут»; • міністр торгівлі США Сінклер Уікс, один з прихильників введення торгово-економічних санкцій проти Гватемали, був пов'язаний з компанією «Юнайтед фрут» діловими інтересами; • кілька сенаторів, які виступали за введення санкцій відносно Гватемали, були великими акціонерами компанії «Юнайтед фрут»; • найбільш послідовними прибічниками запровадження санкцій проти Гватемали були сенатори від штату Флорида і від штату Массачусетс, на території яких розташовувалися підприємства компанії «Юнайтед фрут»[72].

Колишній директор ЦРУ, заступник державного секретаря США Волтер Беделл Сміт у 1954 році звільнився з держслужби й зайняв пост члена ради директорів «Юнайтед фрут компані».

## Подальші події
У 1997 році ЦРУ США розсекретило частину документів, присвячених проведенню операції у Гватемалі (1400 сторінок тексту і 300 записів з пропагандистськими передачами).
У 2011 році президент Гватемали визнав, що підготовлений за участю ЦРУ 57 років тому військовий переворот був актом агресії проти уряду країни й найбільшим злочином проти її населення. Було також визнано, що президент Хакобо Арбенса не був «ставлеником Москви» і «таємним комуністом».

## У культурі й мистецтві
- «Джоанна Аларіка» — повість Юрія Слепухіна.
- Wolfgang Schreyer. Das grüne Ungeheuer. Berlin-Ost, 1959 — політичний трилер, белетризований опис подій перевороту у Гватемалі.
- Karl Heinz Poppe. Bananenkrieg. Reinbek, 1960 — західнонімецький роман, белетризований опис подій перевороту у Гватемалі.
- «Das grüne Ungeheuer» (НДР, DEFA, 1962) — п'ятисерійний фільм, присвячений перевороту в Гватемалі[77].
- «Славна перемога», 1954 — картина Дієго Рив'єри.